# Саратовський залізничний міст
51°24′44″ пн. ш. 45°58′44″ сх. д. / 51.412222222222° пн. ш. 45.978888888889° сх. д.
Саратовський залізничний міст у межах міста Саратова веде через Волгу.
Питання про будівництво мосту біля Саратова вперше виникло у 1892 році при спорудженні заволзьких залізничних ліній товариством Рязано-Уральської залізниці.
Приблизно з 1900 року Рязансько-Уральська залізниця намагалася отримати кошти від казни і міста Саратова для будівництва залізничного мосту для з'єднання її колій з обох боків ріки Волга.
25 березня 1917 Тимчасовий уряд Росії затвердив проект дворівневого (залізничного та автомобільного) мосту поблизу центру міста. Але вже в липні 1917 комісія вирішила, що будівництво двох мостів — автодорожнього поблизу міста та залізничного вниз за течією — обійдеться дешевше. Жовтнева революція і Громадянська війна перешкоджали реалізації проекту, і лише 1926 р. почалися підготовчі роботи для будівництва залізничного мосту вниз за течією. Будівництво почалося 1930 року.
Міст будувався довго і важко. Запланований термін пуску моста — 15 лютого 1934 — був зірваний. Газета «Саратовский рабочий» № 12 (436) від 12.01.1934 р. писала про незадовільну організацію будівництва мосту, про зрив термінів монтажу прогонових елементів і збирання ферм. 
Згідно з газетною публікацією будівництвом займалася організація «Стальміст». За незадовільну роботу з будівництва Саратовського мосту в серпні 1933 року керівництво цієї організації було змінено.
13 квітня 1934 сталася велика трагедія. При збірці прогонових елементів відбулася деформація прогону, і міст буквально розвалився. Час був обідній, і більшість будівельників з метою економії часу їли прямо на робочих місцях. Падаючи з 14-метрової висоти, люди пробивали своїми тілами лід, який ще де-не-де покривав річку, але врятуватися не могли — тануючий лід був ще досить міцний і не давав плисти, але не витримував ваги людей, які намагалися вибратися з крижаної води. Тоді у Волзі потонуло близько 150 осіб, але точних даних в архівах немає. Офіційні органи та газети тих років про це мовчали. Всі загиблі поховані на Увекському цвинтарі Саратова, який і утворився після цієї аварії.
17 травня 1935 міст завдовжки 1850 м був прийнятий в експлуатацію.
У зв'язку з цим діюче з 1896 поромне сполучення Рязансько-Уральської залізниці було ліквідовано. Судна поромної переправи і криголам з числа флотилії Рязано-Уральської залізниці стали використовуватися за іншим призначенням.